# 具茎大叶藻
具茎大叶藻（学名：Zostera caulescens）为眼子菜科大叶藻属下的一个种。

## 扩展阅读
維基物種上的相關：具茎大叶藻